# Johannes Abromeit
 (mai 2024).
Johannes Abromeit est un botaniste allemand, né le 17 février 1857 à Paszleitschen (de), arrondissement de Ragnit et mort le 19 janvier 1946 à Iéna.

## Biographie
Abromeit fait d’abord ses études à Gumbinnen, avant d’entrer au Realgymnasium auf der Burg de Königsberg. Il y devient assistant à l’institut de botanique. Il fait paraître une flore de Prusse en 1898. En 1912, il devient professeur extraordinaire à l’université. Son herbier brûle au cours de la guerre[pas clair].
En 1927, Carl Christian Mez (1866-1944) lui dédie le genre Abromeitiella de la famille des Bromeliaceae.

## Œuvres

### Monographies
- Über die Anatomie des Eichenholzes, (Inaugural Dissertation von Königsberg), Berlín (1884).
- Flora von West- und Ostpreußen, Berlín (1898), avec Walther Neuhoff (de), Hans Steffen, A. Jentzsch et Gustav Vogel.
- Schutz der botanischen Naturdenkmäler in Ostpreußen, (1907).
- Otto Wünsche (herausgegeben von Johannes Abromeit): Die Pflanzen Deutschlands: eine Anleitung zu ihrer Kenntnis; 2. Höhere Pflanzen, 9. Auflage Leipzig (1909).

### Articles
- Berichtigung des Sanio'schen Aufsatzes über die Zahlenverhältnisse der Flora Preussens, in: Schriften der physikalisch-ökonomischen Gesellschaft zu Königsberg 25/1885, Seite 135-139
- Bericht über die botanische Untersuchung des Kreises Ortelsburg, in: Schriften der physikalisch-ökonomischen Gesellschaft zu Königsberg 28/1888, Seite 49-57
- Bericht über die botanische Untersuchung der Gewässer des Kreises Schlochau durch Professor Caspary, nach dessen handschriftlichen Aufzeichnungen, in: Schriften der physikalisch-ökonomischen Gesellschaft zu Königsberg 29/1889, Seite 86-93
- Systematische Zusammenstellung der wichtigeren Funde von neuen Standorten, in: Schriften der physikalisch-ökonomischen Gesellschaft zu Königsberg 31/1891, Seite 18-33
- Systematisches Verzeichnis der im Sommer 1893 gesammelten bemerkenswerten Pflanzen, in: Schriften der physikalisch-ökonomischen Gesellschaft zu Königsberg 35/1895, Seite 54-62
- Bericht über die 38. Jahresversammlung des Preussischen Botanischen Vereins in Sensburg am 7. Oktober 1899, in: Schriften der physikalisch-ökonomischen Gesellschaft zu Königsberg 41/1900, Seite 1-70